# Mimenicodes aureovitta
Mimenicodes aureovitta là một loài bọ cánh cứng trong họ Cerambycidae.